# Kolegiata zamkowa św. Michała w Pforzheimie
Kolegiata zamkowa św. Michała (niem. Schloss- und Stiftskirche St. Michael) – luterańska świątynia znajdująca się w niemieckim mieście Pforzheim. Jest własnością kraju związkowego Badenii-Wirtembergii i jest wynajmowany ewangelickiej parafii św. Michała.

## Historia
W 1225 roku na wzgórzu wzniesiono zamek, który stał się rezydencją margrabiów Badenii. Niedługo później rozpoczęto budowę kolegiaty. Pierwsza wzmianka o świątyni pochodzi z roku 1342. Na terenie kompleksu siedzibę miała szkoła łacińska oraz kolegium uczonych. Od 1538 roku w prezbiterium chowano członków rodziny margrabiowskiej. W 1555 świątynia przeszła w ręce luteran. 10 listopada 1883 w parku zamkowym posadzono rosnący do dziś dąb Marcina Lutra na pamiątkę 400. urodzin reformatora.
23 lutego 1945 kolegiata jako jedna z nielicznych budowli w mieście uniknęła zniszczenia podczas II wojny światowej, destrukcji uległy drewniane elementy nawy głównej. Kościół konsekrowano po odbudowie w 1957 roku.

## Architektura i wyposażenie
Kościół reprezentuje mieszankę stylów od romanizmu po późny gotyk. Korpus nawowy zdobią witraże Klausa Arnolda z Karlsruhe, wzorowane na dziełach Marca Chagalla. Witraże w transepcie wykonał z kolei Valentin Feuerstein. Na granicy transeptu i prezbiterium ustawiono lektorium. W prezbiterium znajdują się nagrobki członków rodziny margrabiowskiej, a pod posadzką ulokowano dwukomorową kryptę. Tę część kościoła dekorują witraże autorstwa Charlesa Crodela.
W kolegiacie w 1959 zainstalowano organy, wykonane przez warsztat G. F. Steinmeyer & Co., składające się z około 2900 piszczałek. Instrument wyremontowało w 2022 przedsiębiorstwo Orgelbau Mühleisen.
Na wieży kościoła zawieszonych jest sześć dzwonów o tonach: a0, h0, cis', e', fis' i a', odlanych w 1958 roku w ludwisarni Bachert w Karlsruhe.

## Galeria

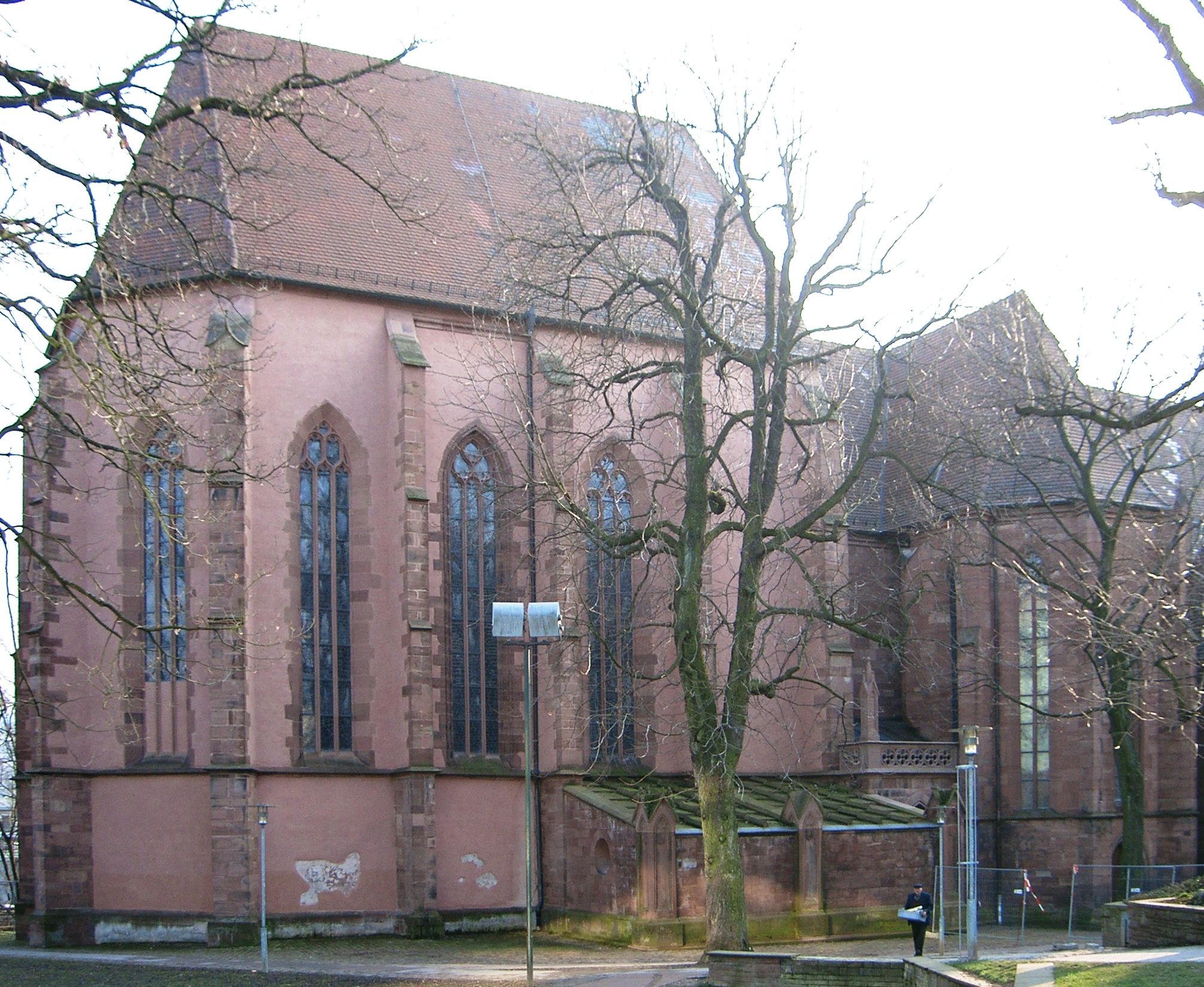
Północna elewacja prezbiterium
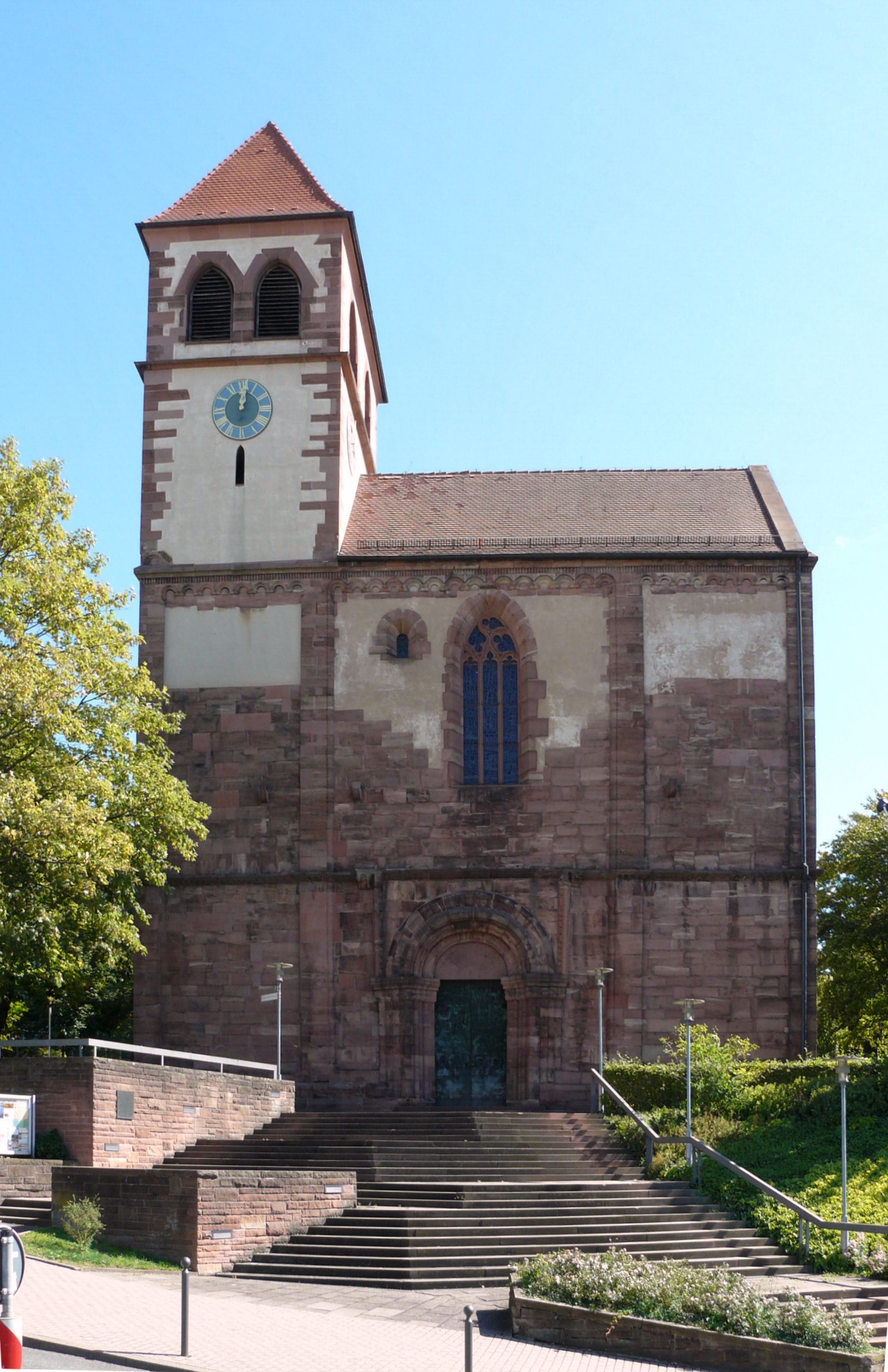
Fasada
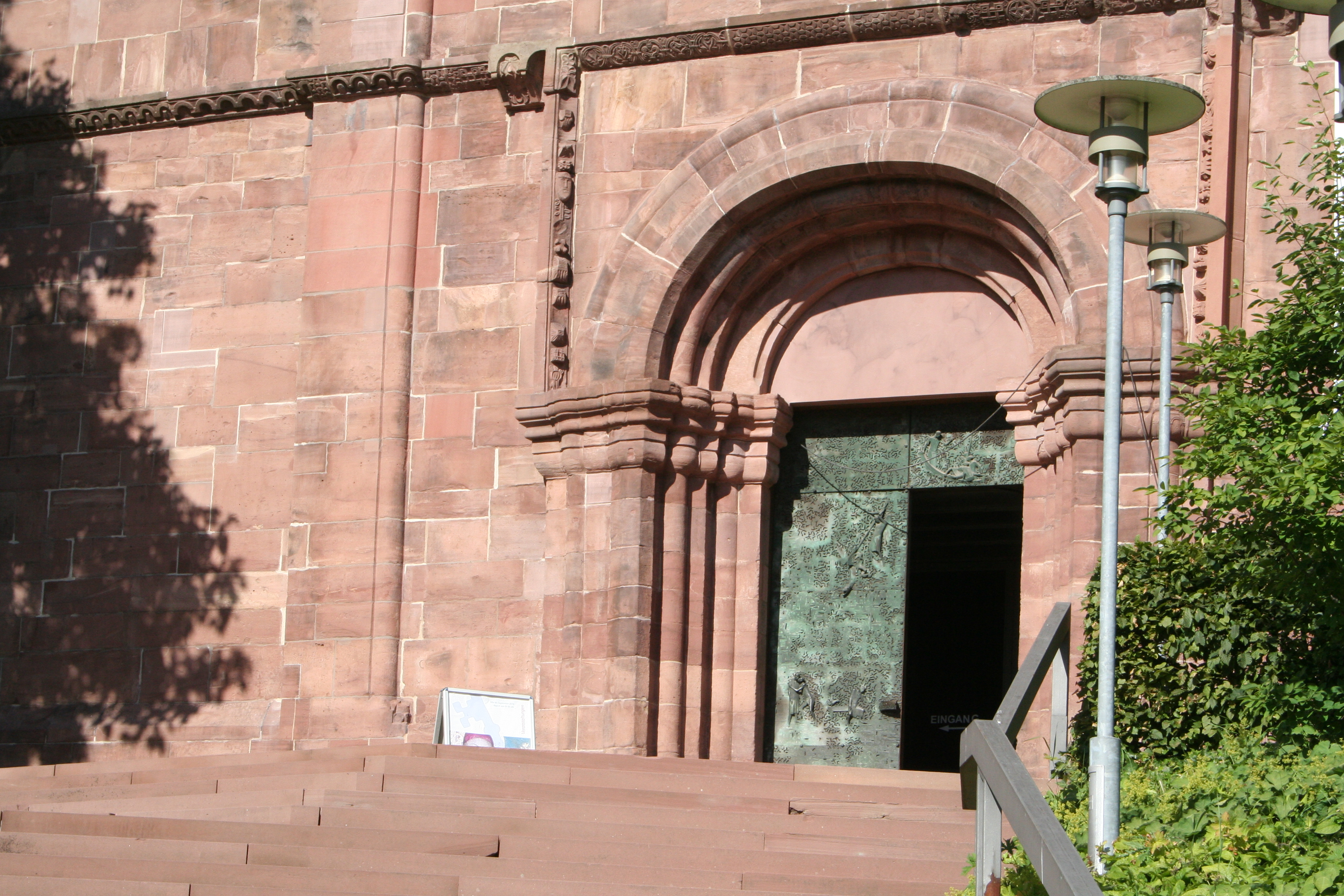
Romański portal główny
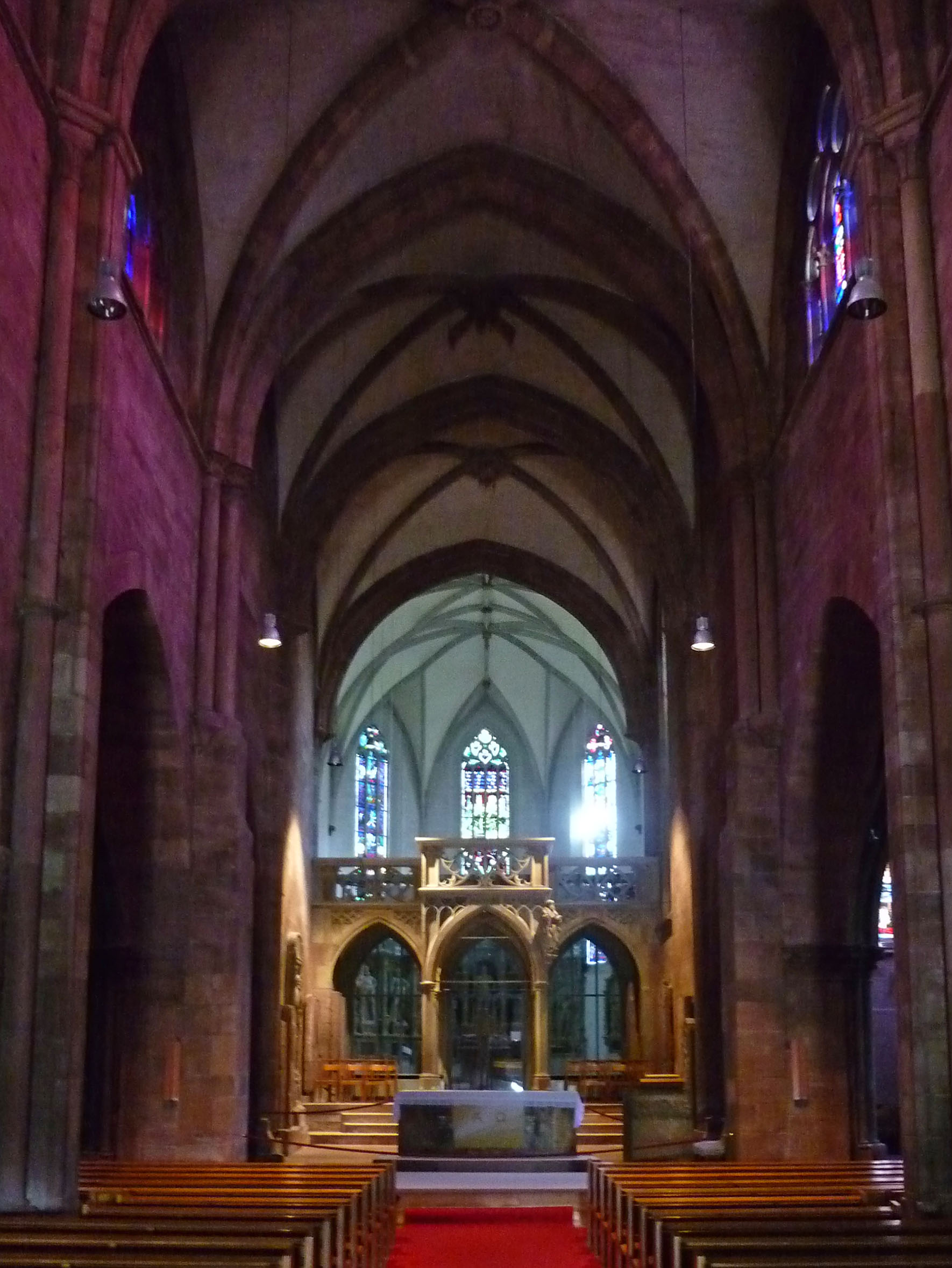
Wnętrze
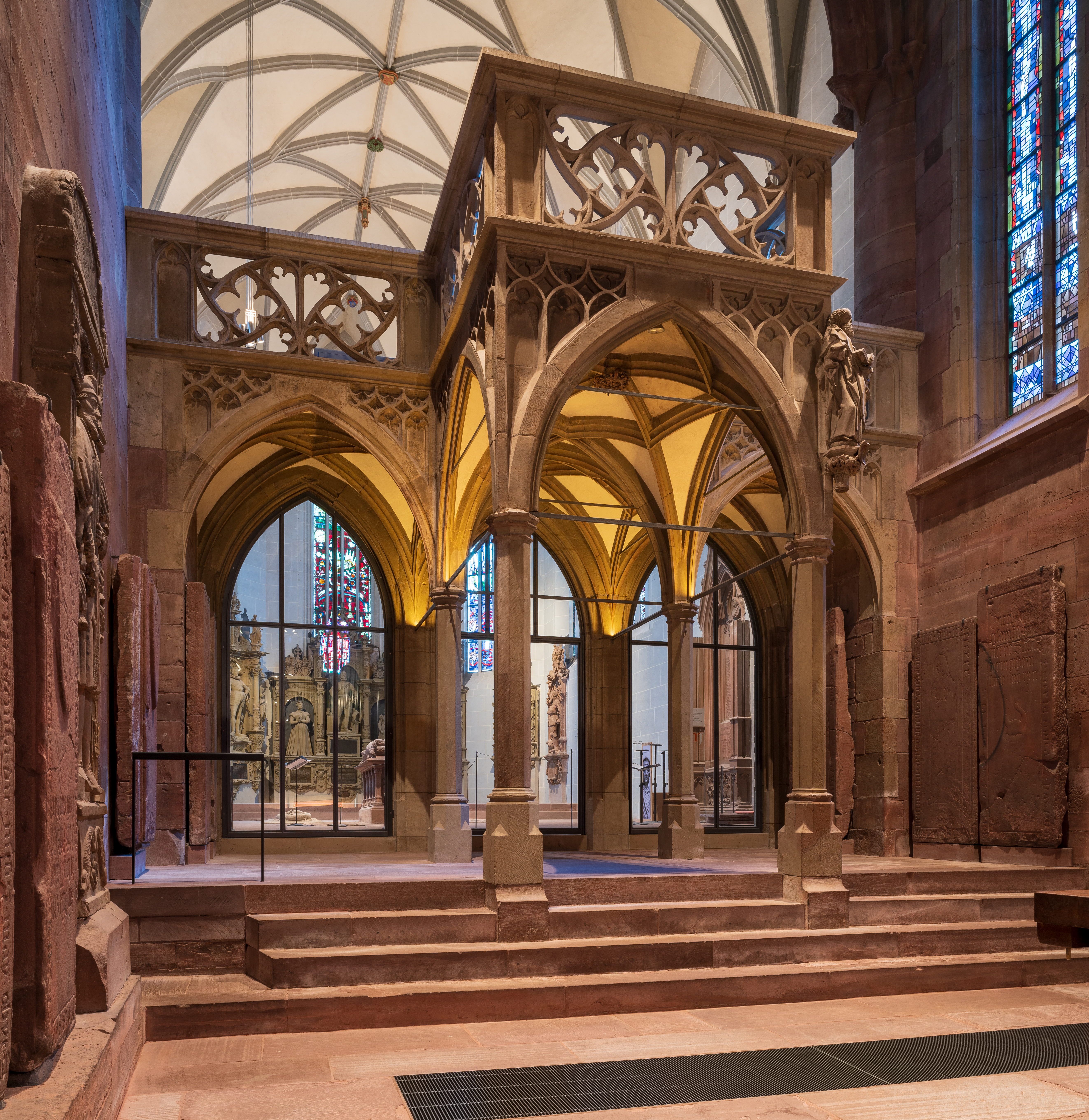
Późnogotyckie lektorium
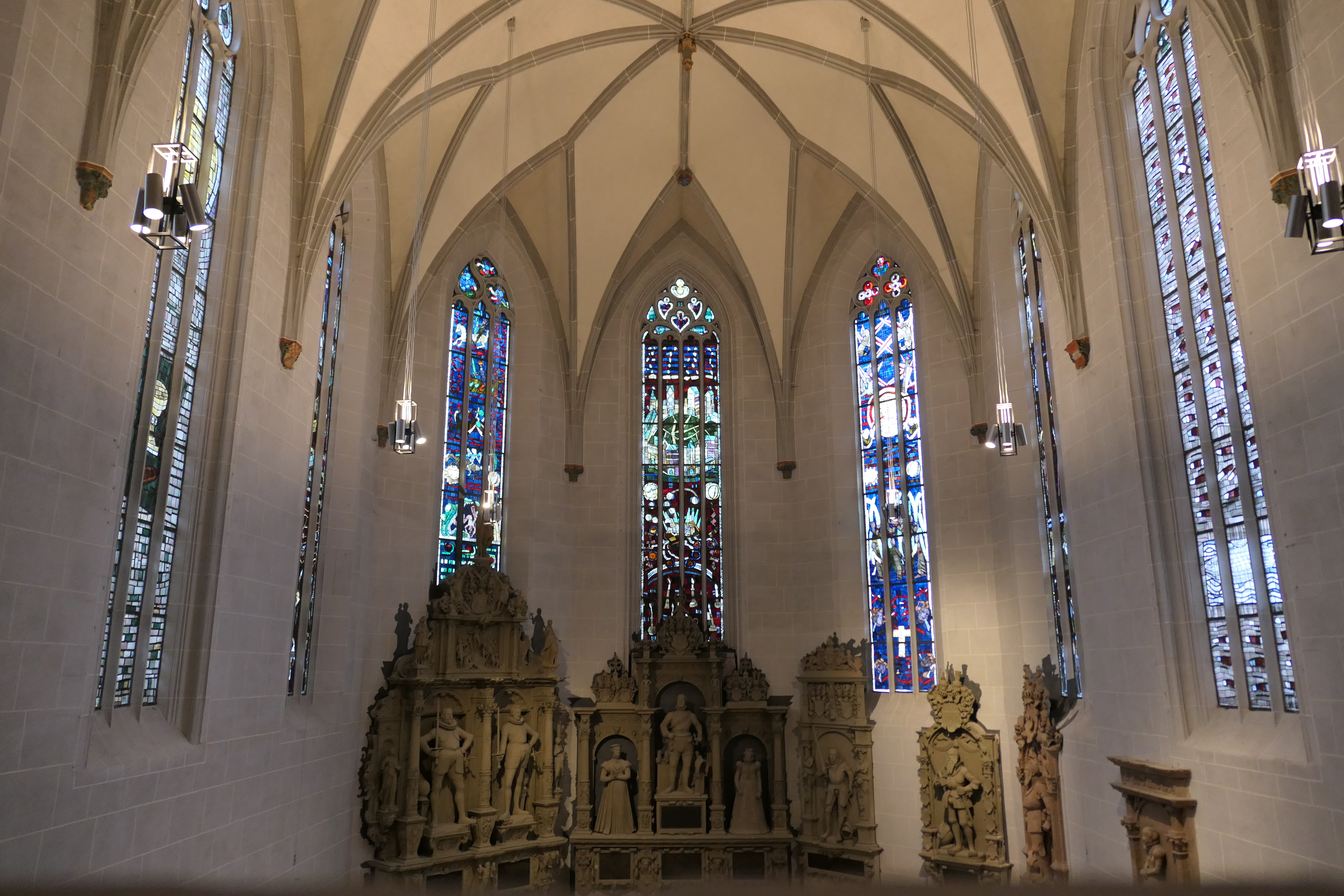
Prezbiterium